# AARD
AARD (англ. Alanine and arginine rich domain containing protein) — білок, який кодується однойменним геном, розташованим у людей на 8-й хромосомі. Довжина поліпептидного ланцюга білка становить 155 амінокислот, а молекулярна маса — 17 575.
| 10         |  | 20         |  | 30         |  | 40         |  | 50         |
| ---------- |  | ---------- |  | ---------- |  | ---------- |  | ---------- |
| MGPGDFRRCR |  | ERISQGLQGL |  | PGRAELWFPP |  | RPACDFFGDG |  | RSTDIQEEAL |
| AASPLLEDLR |  | RRLTRAFQWA |  | VQRAISRRVQ |  | EAAAAAAARE |  | EQSWTGVEAT |
| LARLRAELVE |  | MHFQNHQLAR |  | TLLDLNMKVQ |  | QLKKEYELEI |  | TSDSQSPKDD |
| AANPE      |  |            |  |            |  |            |  |            |

A: Аланін

C: Цистеїн

D: Аспарагінова кислота

E: Глутамінова кислота

F: Фенілаланін

G: Гліцин

H: Гістидин

I: Ізолейцин

K: Лізин

L: Лейцин

M: Метіонін

N: Аспарагін

P: Пролін

Q: Глутамін

R: Аргінін

S: Серин

T: Треонін

V: Валін

W: Триптофан